# Sankt Jørgen (Slesvig)
Sankt Jørgen, Jørgensby (dansk) eller Sankt Jürgen (tysk) er en bydel i Slesvig beliggende mellem Møllebækken i vest, Galbjerg i syd og Brudesøen i øst. Bydelen har sit navn af et forhenværende Skt. Jørgens kapel, der senere benyttedes som hospital for fattige. Stedet, hvor kapellet og hospitalet stod, kaldes endnu kirkengården. I 1543 gav Christian III. til at lade indsamle almisse til de fattige på Jørgensby. I de slesvigske bagerlaugs artikler fra 1418 skrives, at brød, som ikke var overensstemmende med anordningerne skulde skæres i stykker og sendes til Jørgensby.
I 1820 oprettedes den slesvigske dåreanstalt på Sankt Jørgen. Anstaltens hovedbygning blev bygget af C.F. Hansen, som også stod for Domkirken i København, efter den franske psykiater Esquirols moderne humanistiske principper. Det psykiatriske hospital findes op til i dag i Sankt Jørgen.
I den danske periode hørte landsbyen under Michaelis Sogn (Strukstrup Herred) i Gottorp Amt, Hertugdømmet Slesvig (Sønderjylland). I 1871 blev Jørgensby til en selvstændig kommune. I 1936 blev byen indlemmet i købstaden Slesvig. Kommunen have et areal på 118 ha og havde 114 indbyggere.